# Agelasta basimaculatoides
Agelasta basimaculatoides är en skalbaggsart som beskrevs av Stefan von Breuning 1980. Agelasta basimaculatoides ingår i släktet Agelasta och familjen långhorningar.
Artens utbredningsområde är Filippinerna. Inga underarter finns listade i Catalogue of Life.